# Blackjacks d'Atlantic City
Stade
Les Blackjacks d'Atlantic City est une équipe de football américain en salle basée à Atlantic City, dans le New Jersey, dont le début dans l'Arena Football League (AFL) est annoncé en 2019. Les matchs à domicile doivent être disputés au Boardwalk Hall,. L'équipe sera exploitée par Trifecta Sports and Entertainment, le même groupe de propriété que l'Empire d'Albany et le Soul de Philadelphie. Le 31 janvier, l’équipe annonce que Ron James sera son nouvel entraîneur principal. Après un concours de nom de l'équipe, le nom de Blackjacks est annoncé le 7 mars.

## Les entraîneurs
| Ron James      | Head Coach                     |
| Sergio Gilliam | Coordinateur défensif          |
| Brandon Lang   | Directeur du personnel joueur  |
| Shane Stafford | Coordinateur offensif          |
| Caesar Rayford | Ligne défensive et linebackers |

## Les joueurs
| Pos | Joueur               | Âge | Université            |
| --- | -------------------- | --- | --------------------- |
| WR  | Brown, Lamark        | 29  | Kansas State          |
| WR  | Browning, Paul       | 26  | Colorado State Pueblo |
| LB  | Haag, Nick           | 30  | Assumption            |
| DB  | Jackson, LaRoche     | 34  | Clark                 |
| DB  | Jones, Keiron        | 31  | SE Louisiana          |
| WR  | Laughinghouse, Tyron | 30  | Saint Augustine       |
| K   | Lewis, Mark          | 39  | Florida International |
| DB  | Northington, Kiante  | 24  | Eastern Kentucky      |
| QB  | Powell, Drew         | 24  | Livingstone College   |
| QB  | Smith, Warren        | 29  | Maine                 |
| DB  | Vacchio, Pasquale    | 30  | Buffalo State         |